# واندرسون كوستا فيانا
واندرسون كوستا فيانا (بالبرتغالية: Wanderson Costa Viana‏) هو لاعب كرة قدم برازيلي في مركز نصف الجناح، ولد في 7 فبراير 1994 في برازيليا في البرازيل. لعب مع أياكس كيب تاون ونادي أبولون سميرني ونادي أولمبياكوس.

## وصلات خارجية
- واندرسون كوستا فيانا على موقع رابطة كرة القدم اليابانية للمحترفين (اليابانية)
- واندرسون كوستا فيانا على موقع قاعدة بيانات كرة القدم.إي يو (الإنجليزية)
- واندرسون كوستا فيانا على موقع Soccerway.com (الإنجليزية)
- واندرسون كوستا فيانا على موقع عالم كرة القدم.نت (الإنجليزية)